# 六岛
六岛艺术团体是一家2006年创立于上海的国际电子艺术创作团体，成员包括多媒体艺术家、工程师、摄影师、画家、行为艺术家、策展人以及作家。其作品主要为 LED 艺术、互动装置艺术、影像艺术，探索科技对我们的认知与交流方式的影响。此外也有摄影、现代雕塑以及绘画作品。
六岛艺术团体最主要的展览场地包括：上海莫干山路 M50 六岛艺术中心，island6 ShGarden， island6 Bund，island6 HongKong，泰国普吉岛 island6 Marina，不过近期，外滩和香港的空间不得不关闭。（一部分原因是租借的空间属于中国政府，政府需要收回，另一部分原因，则是一些人提议应该向外国租客收取四倍的房租）此外，六岛也受邀参加全球各地的艺术展览，包括有巴黎 Albert Benamou 画廊（页面存档备份，存于），Galerie Twenty-one （页面存档备份，存于），Loft （页面存档备份，存于），上海当代艺术馆（页面存档备份，存于），Studio Rouge，外滩美术馆，香港巴塞尔艺术博览会 （页面存档备份，存于），台北、澳门的路易威登画廊，纽约 Tally Beck 当代艺术中心。身为对中国文化变迁的体现，六岛的作品被悉尼 白兔中国当代艺术收藏 （页面存档备份，存于）收藏。六岛艺术中心成员还于2010年受邀与达米恩·赫斯特, 托馬斯·赫斯維克和蔡国强等艺术家，在澳门路易威登画廊展出作品。

### 创作过程
六岛艺术中心的作品利用数码技术与世界互动沟通，呈现21世纪的上海在生动繁忙的环境下产生的思想及情感。六岛的团体精神使其作品既远离主流，也非毫无市场。六岛的大部分作品中采用了LED技术。由艺术总监带领编舞家吴艳丹、李灵溪以及Chaim Gebber，将简单的动作录制下来，并将视频转换成LED影像，用自编的软件来创建作品的颜色和一系列动画位图红门画廊，中国最早的一间私人艺术画廊。形容六岛的创作过程为“将科技有机化”：“数码媒体活了起来，开始诉说，梦想，玩花招，诱惑。作品开始具有“偷窥、幻想”，“恋物症”等特质。

### 团体合作
中国邮报報導指出，所有六岛艺术中心的作品由多名不同艺术家组成。成员注重合作，不同的想法概念将大量增加。每件艺术品都经策展人和艺术总监创作一个主题，然后和艺术家分享，经过反馈后的概念由艺术家和技术人员一起把主题概念实现成艺术作品。每件艺术作品中都是来自艺术家作家，导演，模特，攝影师，技术人员，画家，程序员，编舞家和编辑的共同合作。这种过程与那些有很多员工为其服务而从不与人合作的艺术家创作作品的模式截然相反。

### 理念
六岛的LED作品展现了二十一世纪北京、上海快节奏生活的一个缩影。在中国，一次回眸可能值得一场来生，六岛想要表达这种价值，他们通过鼓励一种无害的温暖的感觉，偷窥感情的光谱和被牢牢隐藏着的矛盾，并揭示一系列情绪化的和重复的模式和生活, 让人想起无休止的男性和女性的欲望的循环。

## 主题

### 现代化
到今天，发展中的中国走向第十二个中国五年计划。动乱时期建筑物和现代化设施并存。这些重大的变化反映在六岛的作品上。当中集合 现代化的概念，在同一个地方和不同工作领域中提供人与人之间在思想上的交流。

### 传统与历史
六岛的作品参考中国文献里的艺术风格，接受并被中国艺术和中国历史所影响。例如仙鹤，中国剪纸，宣紙，毛泽东和共产党的形象。六岛设于上海，主題围绕着城市化帶来的技术。其特点是把中国传统生活方式变得“电子化”。作品大部份是透过中国传统剪纸图片结合LED动画技术将习以为常的图像带入21世纪的科技景观中。

### 交流
六岛作品把现代化的特点加入中国传统艺术，当中采用传感器，流动跟踪装置，GPRS摇控视频和声纳测距器。这些装置帮助艺术家们和技术人员们引入更多不同文化。

### 奖项和荣誉
在二零一零年四月，六岛入选由路易威登主办的展览，策划人是著名的日本建筑师设计的美美犬井久美子。台湾艺术家林明弘以动画的台北建筑。六岛艺术中心拥有三个知名赞助商。由路易威登展示出世界著名的艺术家作品，如村上隆、斯蒂芬·施普魯斯和理查德·普林斯。 
在二零一零年九月，在澳门文化空间由路易威登主办举行的展览中心内，六岛再次被选中展出作品Raining Stars，该艺术作品集中采用了烟火效果。
在二零一零年，年度杰出亚洲艺术奖，六岛也被提名在内。六岛成员唐路，在上海举办他首次的个人展览并为此展览取名为“Roseless”，由拉脱维亚总统瓦尔季斯·扎特莱尔斯举行开幕仪式。 在二零一三年SWAB 巴塞隆納當代藝博會中，六島獲選為 Premi idea art award by Marset。

### 引用
1. 1 2  Campion, Sebastian. . February 15, 2005  [2009-05-05]. （原始内容存档于2019-05-13）.
2. 1 2  .   [2010-11-30]. （原始内容存档于2016-03-13）.
3. ↑  . The China Post. 2010-04-07  [2010-05-17]. （原始内容存档于2017-06-29）. 参数|journal=与模板{{cite web}}不匹配（建议改用{{cite journal}}或|website=） (帮助)
4. ↑  Muzyczka, Nick. . October 20, 2010: 6. |journal=被忽略 (帮助)
5. ↑  R. A. Suri.  (PDF). December 18, 2009  [2010-05-17]. （原始内容 (PDF)存档于2010-03-26）.
6. ↑  The World Bank. .   [2010-05-05]. （原始内容存档于2011-06-11）.
7. ↑  Prof. Richard M. Bird.  (PDF). Asia-Pacific Tax Bulletin. 2005-04-05  [2010-05-05].[永久]
8. ↑  The Gallery of China. .   [2010-05-05]. （原始内容存档于2010-01-18）.
9. ↑  Muzyczka, Nick. . May 14, 2010: 6. |journal=被忽略 (帮助)
10. ↑  Michelle Ong. .   [2010-10-25]. （原始内容存档于2010-08-04）.
11. ↑  Saatchi Gallery Online. .   [2010-05-05]. （原始内容存档于2020-03-15）.
12. ↑  .   [2010-11-30]. （原始内容存档于2010-04-05） （中文）.
13. ↑  .   [2010-11-30]. （原始内容存档于2010-09-18）.

### 书籍
- 2011 island6 Art Collective by Thomas Charvériat and Peter Bradt; FoldPress Publications - ISBN 978-0-9549960-3-1 2010
- 2010 Liu Dao by Thomas Charvériat and Peter Bradt; FoldPress Publications

### 刊物文章
- Ching Ling Loo, "A Quick, Irreverent Note on Art Prices" KIOSK, May 2012
- Ching Ling Loo, "New Frontiers. New Media Art" KIOSK, March 2012
- Eva Martin, "Interview with island6" SHANGHAI 24/7, January 2012
- "HK Artfair 2011", HARPER’S BAZAAR, July 2011, July 2011, ISSN 1673-0828
- interview by G. A. Rhodes, ELLE MAN MAGAZINE, September 2011, 这个世界不需要又一个伍迪.艾伦 (p. 325)
- P. Bollmann (Ed.), Kerber, FOCUS ASIA: INSIGHTS INTO THE WEMHÖNER COLLECTION, 2011 (p. 150-153)
- J. INGLEDEW, Laurence King, THE A-Z OF VISUAL IDEAS, 2011 (pp. 49, 113, 118-119, 162-163)
- Jo Baker, "Comfort Zones", SILKROAD INFLIGHT MAGAZINE, November 2011, (p. 64)
- Deepika Shetty, "Tang art goes pop", THE STRAITS TIMES, July 21, 2011 arts section (p. C2)
- Matthew Neckelmann, 'An island in the ‘hai', that's Shanghai, April 29, 2009 [1]

## 外部連結
- 免费线上画廊，让艺术家展示他们的工作。 (翻看六岛页)[]
- 免费线上画廊，让艺术家向全世界展示他们的影像。 (翻看六岛页)[永久]
- 线上公共影像。 (翻看六岛页) （页面存档备份，存于）
- 线上关于新媒体艺术的资料。 (翻看六岛页)
- 不以营利为目的的艺术空间由艺术总监Thomas Charvériat代表六岛（页面存档备份，存于）
- 回顾六岛在台北的路易威登展览 （页面存档备份，存于）